# 青柳菁々
青柳菁々（あおやぎ せいせい 1901年〈明治34年〉7月16日 - 1957年〈昭和32年〉1月1日）は、福井県福井市出身の俳人。

## 人物・来歴
講談社の月刊『現代』の編集記者を経て、新潮社に入社。『小説新潮』を創刊させる。1947年に独立し、近代出版社を創業。文芸書を中心とした書籍のほか月刊雑誌『文学の世界』を創刊、谷崎潤一郎、三島由紀夫らの作品を掲載した。
また俳人としては臼田亜浪の俳句結社「石楠」に参加、最高幹部となった。息子は、文化放送、フジテレビの元アナウンサーでジャーナリストの青柳森。

## 著作

### 句集
- 『雪のワルツ』旅人社、1993年4月。 NCID BA57195901。全国書誌番号:93043930。

### 編集
- 『俳句歳時記』増進堂、1949年4月。全国書誌番号:49001641。

### 共著
- 小松砂丘、青柳菁々 著、金沢石楠会 編『加賀二人集』石楠社、1933年7月。 NCID BA70031079。全国書誌番号:46088841。
- 臼田亜浪、青柳菁々『俳句読本』錦城出版社〈錦城新書〉、1942年4月。 NCID BA60700740。全国書誌番号:46026212。
  - 臼田亜浪、青柳菁々『俳句読本』（改訂版）増進堂、1946年6月。 NCID BA33940388。全国書誌番号:46026213。